# پرونوس بوئرگریانا
پرونوس بوئرگریانا (نام علمی: Prunus buergeriana) که در ژاپن اینو-زاکورا (به ژاپنی: イヌザクラ Inu-zakura) نامیده می‌شود. یکی از گونه‌های زیرسردهٔ پادوس از سردهٔ پرونوس است. این درخت با اینکه نام زاکورا برخود دارد از نظر گیاه‌شناسی یکی از انواع ساکورای به شمار نمی‌رود. طول درخت بین در حدود ۱۰ متر است. بر روی شاخهٔ آن کرک‌های ریزی وجود دارد اما برگ آن بدون کرک است.